# Тасли (Вирџинија)
Тасли (енгл. Tasley) насељено је место без административног статуса у америчкој савезној држави Вирџинија.

## Демографија
По попису из 2010. године број становника је 300.
| Група             | 2000.    | 2010.       |
| Белци             | 0 (0,0%) | 96 (32,0%)  |
| Афроамериканци    | 0 (0,0%) | 146 (48,7%) |
| Азијати           | 0 (0,0%) | 2 (0,7%)    |
| Хиспаноамериканци | 0 (0,0%) | 45 (15,0%)  |
| Укупно            | 0        | 300         |